# Mercado del Mantelete
El Mercado de Hierro del Mantelete es un edificio de la arquitectura del hierro que acoge la Consejería de Fomento de la ciudad española de Melilla. Está situado en el Ensanche Modernista, en la Calle Duque de Ahumada, y forma parte del Conjunto Histórico Artístico de la Ciudad de Melilla, un Bien de Interés Cultural.

## Historia

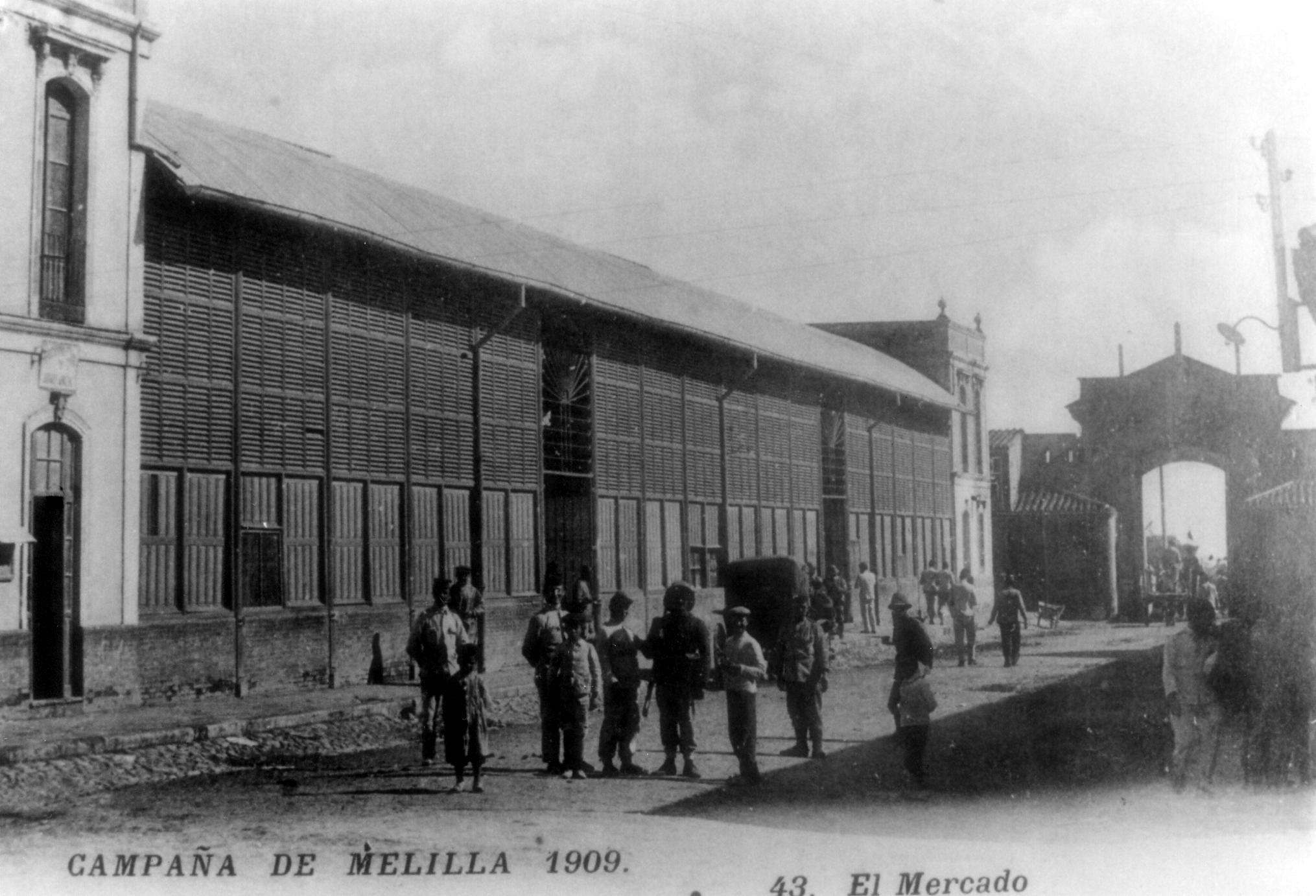

Después de bastantes proyectos, la idea del vecino José Gómez fue finalmente propuesta por el comerciante Carlos Ezagoury y apoyada por el General Alcántara. Se aprobó en pleno de la Junta de Arbitrios, siendo el proyecto encargado el 13 de junio de 1891 al ingeniero militar Eligio Souza y Fernández de la Maza, aunque finalmente fue construido por Francisco Orozco como contratista, según el proyecto de Vicente García del Campo, sobre la muralla que dividía la zona del Mantelete en dos, entre 5 de junio de 1896 y 1897. Su inauguración se produjo el 3 de enero de 1898, para productos de consumo diario, aunque se instaló un puesto destinado a la demanda de las kabilas rifeñas, que fueron trasladas en 13 casetas en el antiguo Huerto de Kappa, aunque las verduras siguieron vendiéndose en sus cercanías, en las calles de Santa Bárbara y San Jorge. En enero de 1909 fue trasladado hacia la actual Plaza de las Culturas para permitir el paso de carruajes hacia el muelle. La pescadería estaba junto a la Balsabraga, hasta que fue trasladada a la zona cercana a la Puerta de la Marina.

## Descripción
Está construido en hierro, con columnas y vigas de dicho material. Consta de planta baja y primera. Sus fachadas laterales presentan grandes aberturas entre columnas distribuidas en dos cuerpos gracias al uso de la estructura metálica, con cristaleras en la plana baja y contraventanas en la primera, mientras los extremos están construidos de mampostería.